# Liebelei
Liebelei is een Duitse dramafilm uit 1933 onder regie van Max Ophüls. De film is gebaseerd op het gelijknamige toneelstuk van Arthur Schnitzler.
In 1958 werd het stuk opnieuw verfilmd in Frankrijk als Christine, nu met Romy Schneider (de dochter van Magda Schneider) in de hoofdrol.

## Verhaal
In Oostenrijk-Hongarije heeft Christine Weyring een romance met luitenant Fritz Lobheimer. Baron von Eggersdorff leest een brief van de luitenant en denkt dat die brief geadresseerd was aan zijn vrouw. Er volgt een duel.

## Rolverdeling
| Acteur               | Personage                      |
| -------------------- | ------------------------------ |
| Magda Schneider      | Christine Weyring              |
| Wolfgang Liebeneiner | Luitenant Fritz Lobheimer      |
| Luise Ullrich        | Mizzi Schlager                 |
| Carl Esmond          | Luitenant Theo Kaiser          |
| Olga Tsjechova       | Barones von Eggersdorff        |
| Gustaf Gründgens     | Baron von Eggersdorff          |
| Paul Hörbiger        | De vader van Christine Weyring |